# Apasă tasta Enter
„Apasă tasta Enter” (Press Enter■) este o nuvelă de John Varley din 1984. Nuvela a fost publicată prima dată în numărul din mai 1984 al revistei Asimov's Science Fiction. A primit în 1985 Premiul Hugo pentru cea mai bună nuvelă, Premiul Locus pentru cea mai bună nuvelă și Premiul Nebula pentru cea mai bună nuvelă.
În limba română a fost tradusă de Mihai-Dan Pavelescu și publicată în Almanah Anticipația 1994 (din 1993).

## Prezentare
Victor Apfel, un veteran de război cu probleme, primește un mesaj telefonic ciudat, preînregistrat, instruindu-l să intre pe ușă în casa următoare. Deschide ușa și își găsește vecinul împușcat prin cap. Dar este o sinucidere - sau o crimă? Sau este posibil ca un computer să fie de vină?